# Liste der Nummer-eins-Hits in den Hot Dance Airplay Charts (2011)
| Singles |
| --- |
| - Afrojack feat. Eva Simons – Take Over Control - 1 Woche (1. Januar – 7. Januar, insgesamt 6 Wochen) - Katy Perry – Firework - 1 Woche (8. Januar – 14. Januar) - Afrojack feat. Eva Simons – Take Over Control - 3 Wochen (15. Januar – 11. Februar, insgesamt 6 Wochen) - Martin Solveig feat. Dragonette – Hello - 4 Wochen (12. Februar – 11. März) - Britney Spears – Hold It Against Me - 3 Wochen (12. März – 1. April) - Jennifer Lopez feat. Pitbull – On the Floor - 1 Woche (2. April – 8. April) - Lady Gaga – Born This Way - 1 Woche (9. April – 15. April) - Rihanna – S&M - 1 Woche (16. April – 22. April) - Usher – More - 1 Woche (23. April – 29. April) - Katy Perry feat. Kanye West – E.T. - 1 Woche (30. April – 6. Mai, insgesamt 2 Wochen) - Alexandra Stan – Mr. Saxobeat - 1 Woche (7. Mai – 13. Mai, insgesamt 7 Wochen) - Katy Perry feat. Kanye West – E.T. - 1 Woche (14. Mai – 20. Mai, insgesamt 2 Wochen) - Medina – Addiction - 1 Woche (21. Mai – 27. Mai) - Alexandra Stan – Mr. Saxobeat - 6 Wochen (28. Mai – 8. Juli, insgesamt 7 Wochen) - LMFAO feat. Lauren Bennett & GoonRock – Party Rock Anthem - 5 Wochen (9. Juli – 12. August) - Alex Gaudino feat. Kelly Rowland – What a Feeling - 1 Woche (13. August – 19. August) - Britney Spears – I Wanna Go - 1 Woche (20. August – 26. August) - Swedish House Mafia – Save the World - 2 Wochen (27. August – 9. September, insgesamt 4 Wochen) - Benny Benassi feat. Gary Go – Cinema - 1 Woche (10. September – 16. September) - Swedish House Mafia – Save the World - 1 Woche (17. September – 23. September, insgesamt 4 Wochen) - Foster the People – Pumped Up Kicks - 1 Woche (24. September – 30. September) - Swedish House Mafia – Save the World - (seit dem 1. Oktober, insgesamt 4 Wochen) |